# ليتشام
ليتشام (بالإنجليزية: Leistchamm)‏ هو أحد جبال سلسلة جبال الألب أبينزيل وجزء من القمة الأم هينتيروغ يقع في كانتون سانت غالن, سويسرا. يبلغ ارتفاع الجبل حوالي 2101 متر، بينما يبلغ ارتفاع نتوء الجبل 149 متر.